# Thiếu kẽm
Thiếu kẽm (Zinc deficiency) là tình trạng thiếu hụt lượng kẽm cần thiết để đáp ứng nhu cầu cho cơ thể, hoặc là khi hàm lượng kẽm huyết thanh dưới mức bình thường. Tuy nhiên, giảm hàm lượng trong huyết thanh chỉ được phát hiện khi tình trạng cạn kiệt đã kéo dài hoặc đã trở nên nghiêm trọng, kẽm huyết thanh (serum zinc) không phải là dấu ấn sinh học đáng tin cậy để đánh giá tình trạng kẽm. Các triệu chứng thường gặp bao gồm gia tăng tỷ lệ tiêu chảy. Thiếu kẽm ảnh hưởng đến da và đường tiêu hóa; não và hệ thần kinh trung ương, hệ miễn dịch, xương và hệ thống sinh sản.
Thiếu kẽm ở người là do chế độ ăn uống thiếu chất, hấp thu không đầy đủ, tăng hao tổn hoặc tăng nhu cầu của cơ thể. Nguyên nhân phổ biến nhất là chế độ ăn thiếu chất. Tại Hoa Kỳ, Recommended Dietary Allowance (RDA:Lượng khuyến cáo cho khẩu phần ăn hàng ngày) là 8 mg/ngày đối với phụ nữ và 11 mg/ngày đối với nam giới. Kẽm đóng vai trò thiết yếu trong nhiều con đường chuyển hóa sinh học.
Hàm lượng kẽm cao nhất trong chế độ ăn được tìm thấy trong hàu, thịt, đậu và các loại hạt. Tăng lượng kẽm trong đất cung cấp cho cây trồng và động vật là một biện pháp phòng ngừa hữu hiệu. Thiếu kẽm ảnh hưởng đến 2 tỷ người trên toàn thế giới.